# Земская почта Бронницкого уезда
Зе́мская по́чта Бро́нницкого уе́зда — земская почта, организованная земской управой Бронницкого уезда Московской губернии. Существовала с 1868 года. В уезде выпускались собственные земские марки.

## История почты
Бронницкая уездная земская почта была открыта в 1868 году. Пересылка частных почтовых отправлений была платной.
Для оплаты доставки частных почтовых отправлений были введены земские маркированные штемпельные конверты и земские почтовые марки.

## Выпуски марок
Используемые для оплаты частных почтовых отправлений земские марки Бронницкого уезда имели номинал 5 копеек и печатались в частной типографии. В центре и по углам живописного поля рисунка марок был указан номинал «5 к.», а по внутреннему овалу шла надпись «земской почты Бронницкого уезда».

## Гашение марок
Гашение марок осуществлялось чернилами (перечёркиванием).

## Земские штемпельные конверты
На маркированных штемпельных конвертах земской почты Бронницкого уезда были напечатаны марки того же рисунка, что и земские почтовые марки уезда.